# Halictus gemmeus
Halictus gemmeus är en biart som beskrevs av Dours 1872. Halictus gemmeus ingår i släktet bandbin, och familjen vägbin. Inga underarter finns listade i Catalogue of Life.